# Coloblasto
Coloblasto é um tipo de célula especializada, produtora de uma substância adesiva, que ocorre nos ctenóforos.  São particularmente numerosas nos tentáculos daqueles animais, desempenhando um papel importante na captura de presas. A superfície apical destas células consiste em grânulos eosinofílicos que se pensa serem a origem da capacidade adesiva.